# Barilium
Barilium é um gênero de dinossauro iguanodontiano que foi descrito pela primeira vez como uma espécie de Iguanodon (I. dawsoni) por Richard Lydekker em 1888, o epíteto específico homenageia o descobridor Charles Dawson.

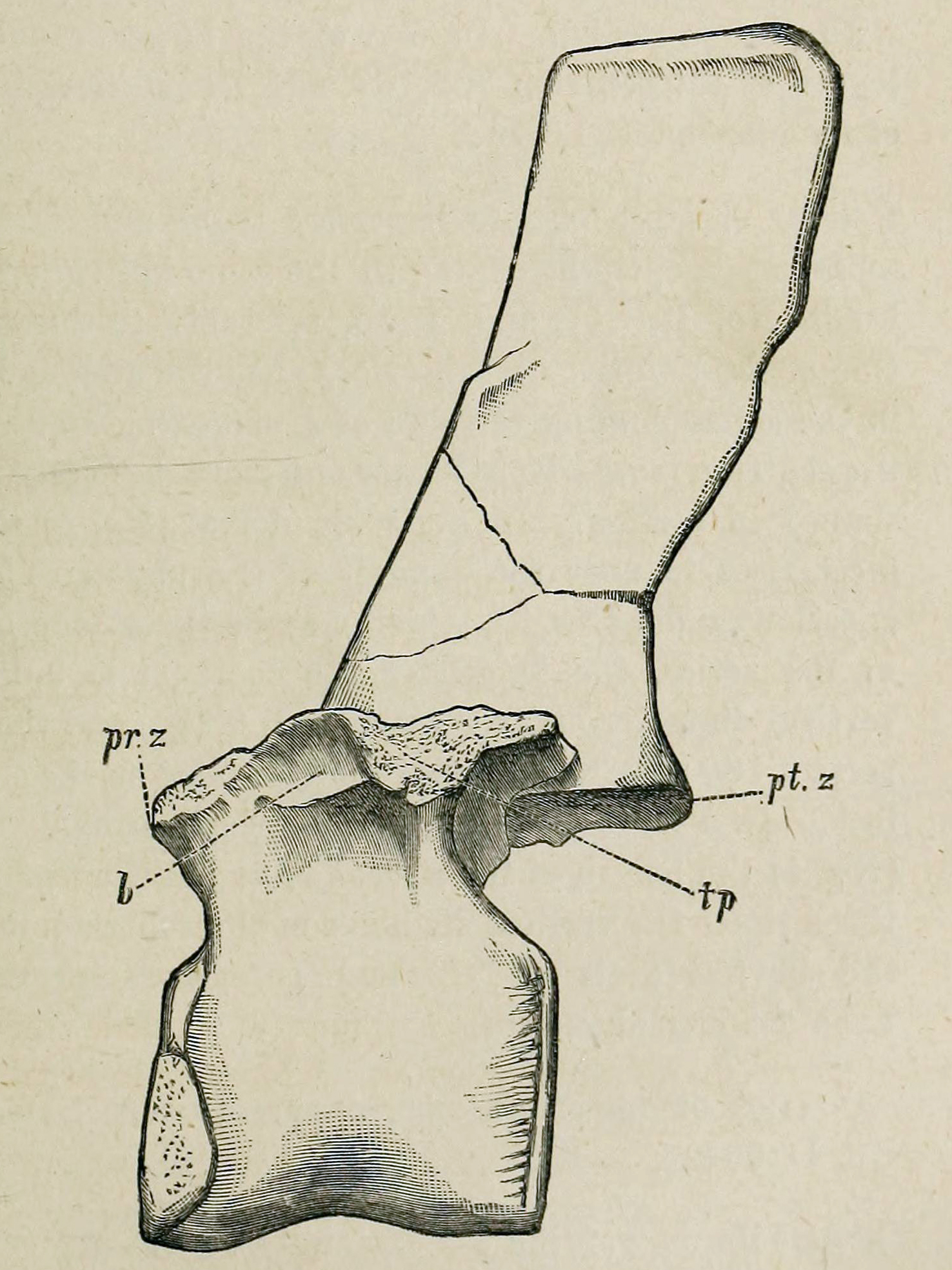
Vértebra dorsal média

Em 2010 foi reclassificado como um gênero separado por David Norman. O nome genérico Barilium é derivado do grego barys, "pesado", e do latim ilium.